# Chen Tang
Chen Ying Tang (chinesisch 唐辰瀛 Táng Chényíng; * 18. Juli 1988 in Kōbe, Japan) ist ein chinesischer Schauspieler.

## Leben
Chen Tang wurde 1988 in Kōbe in Japan geboren. Seine Eltern sind Bo Tang und Xiaoli Cui. Er wuchs in Guangxi in China auf, bevor seine Eltern nach Memphis, Tennessee, zogen. Nach dem Highschool-Abschluss wollte Tang zum Militär gehen, aber seine Mutter überzeugte ihn, stattdessen aufs College zu gehen, wo er sich der Schauspielerei zuwandte.
2011 hatte Tang mit einer Folge in der Fernsehserie 30 Rock sein Fernsehdebüt. Seine erste wiederkehrende Rolle hatte er 2012 in der Fernsehserie Delocated. 2013 folgte sein Spielfilmdebüt in dem Film Polypore. 2020 bis 2023 hatte Tang in 18 Folgen der Fernsehserie Warrior eine Rolle inne.

## Filmografie (Auswahl)
- 2011: 30 Rock (Fernsehserie, Folge 5x19 Wo ist Tracy?)
- 2011: Killer-Paare – Tödliches Verlangen (Wicked Attraction, Fernsehserie, Folge 4x04)
- 2011: Übersinnliche Begegnungen – Stars erzählen (Celebrity Ghost Stories, Fernsehserie, Folge 3x05)
- 2012: Delocated (Fernsehserie, 3 Folgen)
- 2012: Mythos (Fernsehserie, 3 Folgen)
- 2012: Steel Wulf: Cyber Ninja (Fernsehserie, 6 Folgen)
- 2013: Dates from Hell (Fernsehserie, Folge 2x11)
- 2013: Polypore
- 2013: Reunion 108
- 2014: Let’s be Cops – Die Party Bullen (Let’s Be Cops)
- 2014: The Cocks of the Walk
- 2015: Last Life (Fernsehserie, Folge 1x05)
- 2015: Being Mary Jane (Fernsehserie, 2 Folgen)
- 2016: Fresh Off the Boat (Fernsehserie, Folge 3x02 Der Ernst des Lebens)
- 2016: Die Thundermans (The Thundermans, Fernsehserie, 2 Folgen)
- 2017: Rosewood (Fernsehserie, Folge 2x15)
- 2017: Grey’s Anatomy (Fernsehserie, Folge 13x20 Turbulenzen)
- 2017: The Jade Pendant
- 2018: Bosch (Fernsehserie, 2 Folgen)
- 2018: Marvel’s Agents of S.H.I.E.L.D. (Agents of S.H.I.E.L.D., Fernsehserie, 2 Folgen)
- 2018: Escape Plan 2: Hades
- 2018: Brian Banks
- 2018: Rift
- 2020: Mulan
- 2020–2023: Warrior (Fernsehserie, 18 Folgen)